# Frederik Kaiser

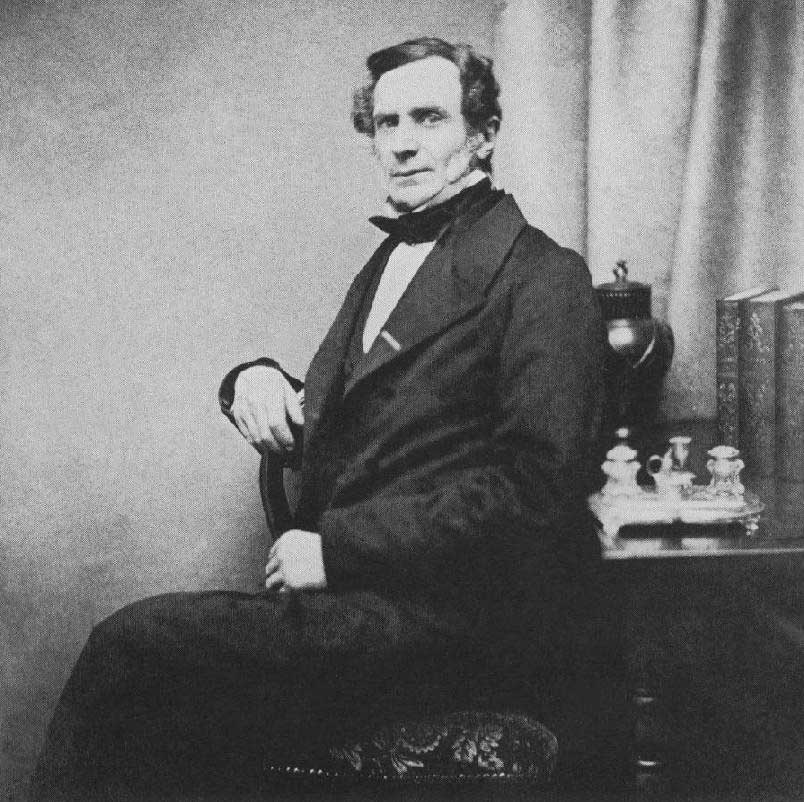
Frederik Kaiser

Frederik Kaiser (ur. 10 czerwca 1808 w Amsterdamie, zm. 28 lipca 1872 w Lejdzie) – holenderski astronom.
W roku 1837 został dyrektorem obserwatorium Sterrewacht Leiden i pełnił ten urząd aż do śmierci.
Jego nazwiskiem nazwano Kaiser, krater na Marsie oraz Kaiser, krater na Księżycu, a także planetoidę (1694) Kaiser.